# Жугейруш
Жугейруш (порт. Jugueiros)  —  район (фрегезия) в Португалии,  входит в округ Порту. Является составной частью муниципалитета  Фелгейраш. По старому административному делению входил в провинцию Дору-Литорал. Входит в экономико-статистический  субрегион Тамега, который входит в Северный регион. Население составляет 1531 человек на 2001 год. Занимает площадь 7,51 км².
Покровителем района считается Апостол Пётр (порт. São Pedro). 